# Охай
Охай (англ. Ojai) — город в штате Калифорния, США.

## География
Город Охай находится в округе Вентура, в 110 километрах северо-западнее Лос-Анджелеса и в 20 километрах от побережья Тихого океана. Лежит в долине между хребтами Тапатопа Маунтинз, близ городов Санта-Паула и Вентура.

## История
Названия города в переводе с языка индейцев-чумашей означает «луна».

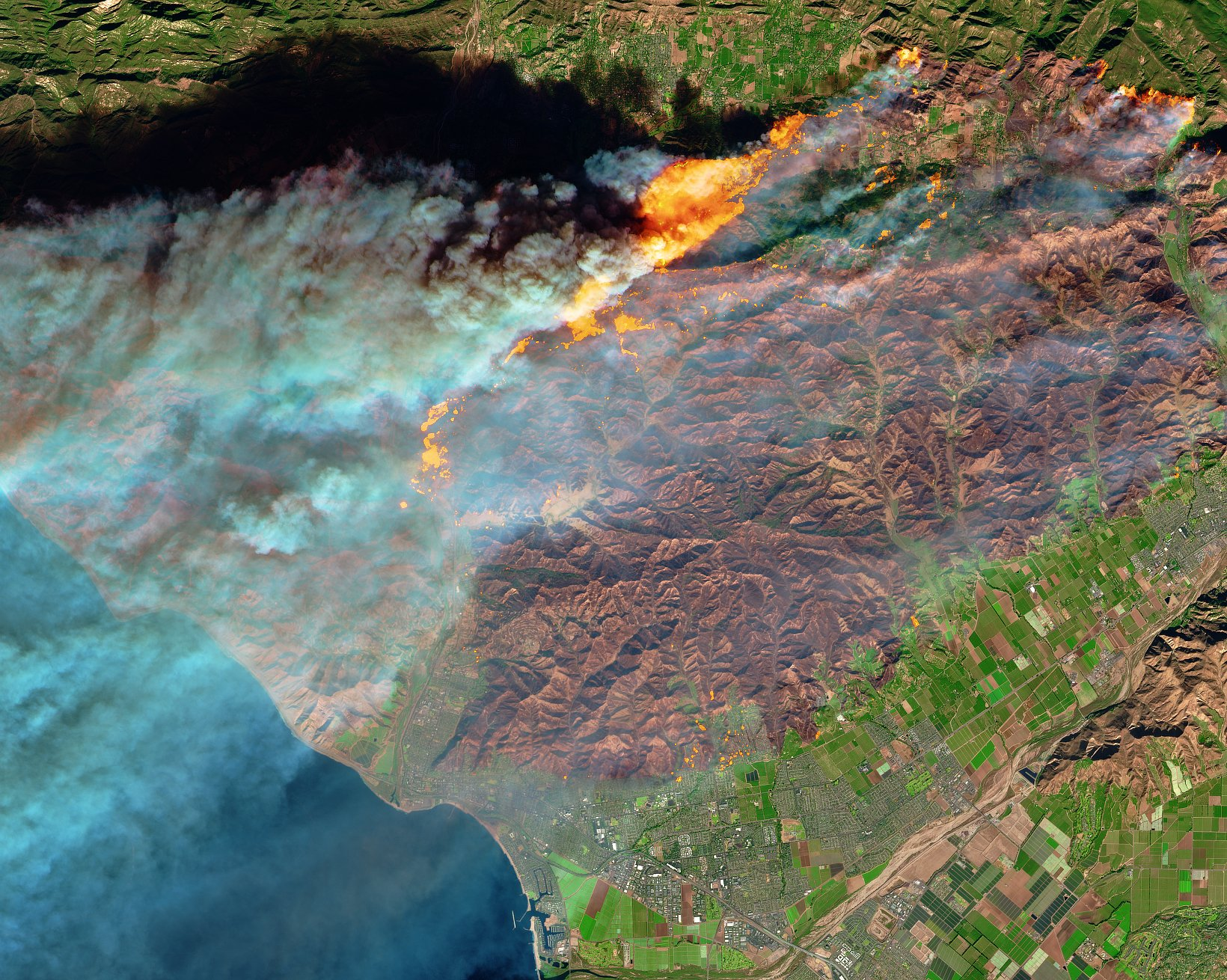
Пожар Томас (2017)

Охай с населением в 8 тысяч человек является в первую очередь «дачным» поселением для отдыха богатых обитателей Лос-Анджелеса. В долине Охай, где находится городок, развито разведение цитрусовых, в первую очередь апельсиновых деревьев.
Город является местом постановок ряда телевизионных сериалов и кинофильмов (сериал Женщина в 7 миллионов долларов, художественный фильм — комедия Уилла Глака Отличница лёгкого поведения за 2010 год).
В 1999 году здесь разбился на мотоцикле третий по счёту астронавт, побывавший на Луне — Чарльз Конрад. В Охае также скончался известный индийский теософ и философ Джидду Кришнамурти.
В декабре 2017 года город оказался на пути лесного пожара Томас. На тот момент это был крупнейший лесной пожар в современной истории Калифорнии.